# Джонс, Келвин (композитор)
Келвин Джонс (англ. Calvin P. Jones; 3 мая 1966, Юрика, Южная Дакота, США) — американский музыкант, продюсер, композитор и пианист. Келвин Джонс — создатель хита «Whitewater Chopped Sticks», особенно популярного на талант-шоу и конкурсах. Песня «Whitewater Chopped Sticks» была отредактирована Келвином Джонсом специально под требования конкурсов и исполнена Терезой Скэнлан (Teresa Scanlan), на тот момент Мисс Небраска, на конкурсе Мисс Америка 2011 перед телевизионной аудиторией почти в 14 миллионов зрителей на ABC TV. Это выступление принесло Терезе корону победы и титул Мисс Америка. Келвин Джонс создал музыку для многих саундтреков, в том числе и для известного документального фильма «2016: Obama’s America» (2016: Америка Обамы). Созданный Джералдом Моленом (Gerald R. Molen), продюсером фильмов «Список Шиндлера», «Парк Юрского периода», «2016» стал одним из основных событий в кинопрокате, собрав более 33,5 миллионов долларов кассовых сборов, что сделало его вторым самым кассовым политическим документальным фильмом в США с 1982 года. Среди тех, с кем работал Келвин Джонс, продюсер Джерри Марселино (Майкл Джексон, Дайана Росс), Керри Ливгрен из группы Kansas («Dust in the Wind», «Carry on Wayward Son»), режиссёр Джим Хэнон (фильм «End of the Spear») и др.

## Биография
Келвин Джонс родился в городе Юрика (штат Южная Дакота). Родители — Норман и Лина Джонс. Вскоре семья переехала в Саттон (штат Небраска), где отец Келвина служил пастором Реформаторской церкви. Первое знакомство Келвина с музыкой состоялось в церкви. Он начал брать уроки музыки в возрастe 6 лет и начал сочинять в возрасте 10 лет. Сын пастора, Келвин имел много возможностей раскрыть свои таланты, рано поняв, что фортепиано — его инструмент, и сразу проявил свою склонность к импровизации. Классическая подготовка стала прекрасной основой, но его подход к произведениям был особенным, он наполнял их собственной энергией и эмоциями. Когда Келвину было 9 лет, семья переехала в город Пирр (штат Южная Дакота). Во время обучения в школе и колледже Келвин участвовал в свинг-хорах, музыкальных группах, играл в мюзиклах, время от времени выступал в талант-шоу. Поступив в колледж на музыкальный курс, Келвин Джонс продолжил изучать композицию. Закончил обучение в Hillsdale College в 1988 году со степенью бакалавра экономики, что оказалось ценным подспорьем в продвижении его музыкальной карьеры. Он основал свою собственную звукозаписывающую компанию под названием Personal Records и смог подписать контракт с компанией City of Peace Records/Sony Music для дистрибуции по всему миру.

## Карьера
- 1987: В возрасте 21 года Келвин Джонс выпустил первый альбом «Through High Places» (Через высоты). Именно тогда Джонс начал сотрудничать с арт-директором Джимом Хэноном, который создал оригинальные акварели для обложки этого альбома. Впоследствии Джим Хэнон неоднократно просил Джонса писать саундтреки для радио, телевидения и коротких фильмов, которые Хэнон режиссировал. Келвин Джонс начинает давать концерты в колледжах и на университетских площадках.
- 1990: Вслед своему первому альбому Келвин Джонс закончил второй — «Coming Home» (Путь домой), в котором представлены некоторые традиционные рождественские классические мелодии наравне с вновь созданными композициями. Большая часть альбома черпает музыкальное вдохновение от музыки Гайдна, Вивальди, Альбинони, Баха и других композиторов эпохи барокко.
- 1993: Келвин Джонс выпускает третий альбом «Uncharted Waters» (Неведомые воды), который охватывает весь динамический диапазон и возможности фортепиано, это акустическое проявление силы, отображающее великую мощь океана. Популярность среди молодой аудитории в конечном итоге приводит к появлению Келвина Джонса на различных конференциях NACA (известной в США и Канаде организации, которая часто организует шоу и представляет молодых талантливых артистов), включая Национальную конференцию NACA в Бостоне в 1994 г. После этого Келвин Джонс активно ездит в туры с концертами по всей Америке. В начале 90-х годов R. J. Miller предложил Келвину Джонсу транскрибировать и выпустить ноты «Whitewater Chopped Sticks». Первая напечатанная партия была моментально распродана и стала сенсацией среди исполнителей на концертах, шоу талантов и конкурсах.
- 2000: Мультиинструментальный релиз Келвина Джонса «Acoustic Passion» (Акустическая Страсть) — настоящая смена парадигмы в его музыке. Продюсер Джерри Марселино (Майкл Джексон, Дайана Росс) и Керри Ливгрен из знаменитой группы Kansas («Dust in the Wind») подняли фортепианные мелодии Келвина на новые высоты.
- 2010: Переломный момент в карьере Келвина Джонса наступил, когда Джим Хэнон пригласил его для работы над частью музыкального оформления документального фильма «Little Town of Bethlehem» (Маленький город Вифлеем). Позже в этом же году Келвина пригласили обучить Терезу Скэнлан, Мисс Небраска 2010, для выступления с отредактированной конкурсной версией его произведения «Whitewater Chopped Sticks».
- 2011: 15 января Тереза Скэнлан выиграла конкурс Мисс Америка 2011, исполнив «Whitewater Chopped Sticks». Перед этим она выигрывает отборочный конкурс талантов. Её успешное выступление и завоевание короны в конечном итоге привели к тому, что Келвин и Тереза записали совместный студийный альбом «Dueling Piano» (Дуэль Фортепиано), который выпущен Sony/Provident Records.
- 2012: Предыдущая работа Келвина Джонса в фильме «Little Town of Bethlehem» привела к приглашению в 2012 году создать саундтрек к документальному фильму «2016: Obama’s America» (2016: Америка Обамы). Музыку Джонса можно услышать, посмотрев на YouTube трейлер к фильму «2016: Obama’s America», количество просмотров трейлера превышает 1 миллион.
- 2013—2015: Сейчас Келвин Джонс перешёл на новый уровень концертной деятельности — от сольных фортепианных концертов к выступлениям с оркестрами по всему миру. В настоящее время готовится выпуск нового альбома, где будет звучать его музыка для фортепиано с оркестром.

## Дискография
- 1987: Through High Places (соло)
- 1990: Coming Home (соло)
- 1993: Uncharted Waters (соло)
- 2000: Acoustic Passion (соло) — продюсер Джерри Марселлино (Jerry Marcellino), гитара — Керри Ливгрен (Kerry Livgren)
- 2012: Dueling Pianos (Келвин Джонс, Тереза Скэнлан)